# Gassagadi
Gassagadi est un village de la commune de Bassila dans le département de la Donga à l'ouest du Bénin.